# International Journal of Antimicrobial Agents
Das International Journal of Antimicrobial Agents, abgekürzt Int. J. Antimicrob. Agents, ist eine wissenschaftliche Fachzeitschrift, die vom Elsevier-Verlag veröffentlicht wird. Die Zeitschrift ist das offizielle Publikationsorgan der International Society of Antimicrobial Chemotherapy und erscheint derzeit mit zwölf Ausgaben im Jahr. Es werden Arbeiten veröffentlicht, die sich mit den Eigenschaften von antimikrobiellen Agenzien beschäftigen.
Der Impact Factor lag im Jahr 2014 bei 4,296. Nach der Statistik des ISI Web of Knowledge wird das Journal mit diesem Impact Factor in der Kategorie Infektionskrankheiten an 14. Stelle von 78 Zeitschriften, in der Kategorie Mikrobiologie an 21. Stelle von 119 Zeitschriften und in der Kategorie Pharmakologie und Pharmazie an 34. Stelle von 254 Zeitschriften geführt.